# Широкий Камыш
Широ́кий Камы́ш — хутор в Курском районе (муниципальном округе) Ставропольского края России.
До 16 марта 2020 года входил в состав сельского поселения Ростовановский сельсовет.

## География
Расстояние до краевого центра: 208 км.
Расстояние до районного центра: 31 км.

## Население
| 1989 | 2002 | 2010 | 2021 |
| ---- | ---- | ---- | ---- |
| 277  | ↗452 | ↗495 | ↗556 |

По данным переписи 2002 года в национальной структуре населения русские составляли 33 %, турки — 61 %.

## Инфраструктура
Медицинскую помощь оказывает фельдшерский пункт.

## Памятники
- Памятник воинам-землякам, погибшим в годы Великой Отечественной войны 1941—1945 гг. 1966 год[8]

## Кладбище
В 500 м к западу от хутора расположено общественное открытое кладбище площадью 3 тыс. м².